# Odontoscapus mitelliger
Odontoscapus mitelliger är en stekelart som först beskrevs av Günther Enderlein 1920.  Odontoscapus mitelliger ingår i släktet Odontoscapus och familjen bracksteklar. Inga underarter finns listade i Catalogue of Life.